# Metandaspis recurvata
Metandaspis recurvata är en insektsart som först beskrevs av Walter Wilson Froggatt 1914.  Metandaspis recurvata ingår i släktet Metandaspis och familjen pansarsköldlöss. Inga underarter finns listade i Catalogue of Life.